# Плонка (Люблінське воєводство)
Плонка (пол. Płonka) — село в Польщі, у гміні Рудник Красноставського повіту Люблінського воєводства.
Населення — 523 особи (2011).
У 1975-1998 роках село належало до Замойського воєводства.

## Демографія
Демографічна структура станом на 31 березня 2011 року:
|          | Загалом | Допрацездатний вік | Працездатний вік | Постпрацездатний вік |
| -------- | ------- | ------------------ | ---------------- | -------------------- |
| Чоловіки | 255     | 47                 | 163              | 45                   |
| Жінки    | 268     | 50                 | 124              | 94                   |
| Разом    | 523     | 97                 | 287              | 139                  |